# 주급
주급(周岌, ? ~ 884년?)은 중국 당나라 말기의 군벌로, 880년 충무군(忠武軍, 본부는 지금의 하남성 허창시에 있었다) 번진(藩鎭)(이하 충무군)을 장악하고 농민 반란군 황소의 새 나라 제나라에 잠시 투항하였다가 후에 당나라 측으로 되돌아섰다. 그 후, 그가 녹안홍의 공격을 받아 해당 번진을 버려야 했던 884년까지 충무군을 통제하였다. 이후 녹안홍은 그를 죽였을 것으로 추정된다.

## 생애

### 충무군을 탈취하다
주급의 배경에 대해서는 거의 알려진 바가 없다. 당나라의 정사인 《구당서》·《신당서》 어느 쪽에도 그의 열전이 없기 때문이다. 880년 당시, 그는 충무군 절도사 설능(薛能)의 휘하에서 대장으로 있었다. 880년 9월, 황소의 농민 대반란군의 북서쪽 방면으로 진격을 저지하기 위한 당나라 측의 작전의 일환으로, 동쪽의 많은 번진들은 은수(溵水, 영하(潁河)의 주요 지류)에 군대를 파견하라는 명령을 받았다. 설능은 주급을 충무군 군대와 함께 그곳에 파견하였다. 하지만 주급이 그곳에 도착하기 전에, 충무군 번진의 수도인 허주(許州)에서 난동이 있었다. 감화군(感化軍, 본부는 지금의 장쑤성 쉬저우시에 있었다) 번진에서 온 병사들 때문이었다. 그들은 규율이 없었으나, 설능은 예전에 자신이 감화군 절도사를 지냈었기 때문에 그들을 통제할 수 있다고 판단하고, 그들을 성 안으로 맞아들였다. 그러자, 감화군 병사들은 오히려 폭동을 일으키고 여러 가지 물자들을 요구하였다. 주급은 난동 소식을 듣고 그의 군대를 이끌고 허주로 돌아왔다. 그런 다음, 그는 감화군 군대를 습격하여 그들을 몰살시켰다. 또한 감화군 병사들을 잘 대우한 설능에게 원한을 품고 그를 추방하였다. 설능은 양양으로 달아나려고 하였으나, 주급 휘하의 반란군들이 그를 추격하여 그와 그의 가족들을 몰살시켰다. 주급은 유후(留後)를 자칭하였다. 주급의 반란의 결과, 태녕군(泰寧軍, 본부는 지금의 산둥성 지닝시에 있었다) 절도사 제극양은 주급이 자신을 습격해 올 것을 두려워하여 여(汝州, 지금의 허난성 핑딩산시)·정(鄭州, 지금의 허난성 정저우시) 2주 파절제치사(把截制置使)의 자리를 버리고, 자신의 군대를 이끌고 태녕군 번진의 본부인 연주(兗州)로 돌아갔다. 그리하여 은수에 집결해 있었던 여러 번진들의 군대들도 각자 위치를 포기하고 떠나가게 하였다. 이것은 황소가 당나라의 황도(皇都) 낙양으로 가는 길을 열어주었다. 황소의 위협에 직면한 조정에서는 주급에 대한 조치를 취할 수 없어서 즉시 그를 충무군 절도사로 임명하였다. 이후 황소는 낙양과 황도 장안을 모두 함락시켰고, 당시의 황제였던 당 희종은 성도로 피신할 수밖에 없었다. 한편, 설능이 예전에 채주(蔡州, 지금의 허난성 주마뎬시)의 수비를 돕기 위해 파견하였었던 충무군 아장(牙將) 진종권이 채주를 점거하였다. 주급은 스스로 진종권을 통제할 수 없어서 그를 채주자사에 임명하였다.

### 황소에게 투항하였다가 다시당나라에 투항하다
881년 새해에 들어서, 황소가 장안을 함락시키고 자신이 새 나라 제나라의 황제임을 선포하자, 주급은 그에게 항복하였다. 그러나 진종권은 그 결정에 따르기를 거부하였다.
하지만, 주급의 제나라에 대한 복종은 오래가지 못했다. 그가 당나라의 감군(監軍)환관 양복광을 위하여 연 잔치에서, 양복광은 정의가 그에게 당나라 측으로 돌아설 것을 요구하고 있다고 그를 설득하였다. 그들은 땅에 포도주를 붓고 포도주에 맹세하였다. 거기다가 양복광은 자신의 양자인 양수량을 파견하여 그때 충무군에 와 있었던 제나라의 사신을 암살하도록 함으로써 주급의 결의를 더욱 굳혔다. 이후 양복광은 충무군에서 8천 명의 사병들을 모집하여 아장 녹안홍·진휘(晉暉)·왕건·한건·장조(張造)·이사태(李師泰)·방종(龐從) 등 8명의 장령(將領)들이 지휘하는 8도(八都, 8개의 군단)로 나누어 대황소 작전에 종군시켰다.
883년 초, 당나라 군대가 황소가 장안을 포기하는 지경으로 모는 데 성공한 후, 황소는 동쪽으로 달아나서 883년 말에 진주(陳州, 지금의 허난성 저우커우시)를 포위 공격하였다. 진주자사 조주는 인근 절도사들에게 구원을 요청하였다. 주급은 감화군 절도사 시부·선무군(宣武軍, 본부는 지금의 허난성 카이펑시에 있었다) 절도사 주전충과 함께 모두 지원군을 파견하였으나, 그들 연합군은 황소를 이길 수 없었다. 그래서 그들은 당나라의 장안 탈환전의 주요 공로자 가운데 한 사람인 하동(河東, 본부는 지금의 산시성 타이위안시에 있었다)절도사 이극용에게 구원을 요청하였다. 이극용은 그들의 도움을 받아 황소를 여러 차례 격파하였다. 그리하여 황소가 진주에 대한 포위를 풀고 더 멀리 달아나게 만들었다. 그러나 이후 주전충이 그를 암살하려는 시도로 인하여 주전충과 사이가 틀어지게 되었다. 이극용이 주급에게 식량을 구하자, 주급은 자신에게는 자체적으로 공급하기에 충분한 식량을 가지고 있지 않다고 주장하였고, 이극용은 그 지역을 떠났다.

### 녹안홍에게 패망하다
한편, 녹안홍은 883년 양복광이 사망한 후, 자신을 산남서도(山南西道, 본부는 지금의 산시성 한중시에 있었다) 유후에 임명함으로써 그를 달래려는 조정의 시도에도 불구하고, 자신의 군대를 이끌고 방랑하는 약탈자가 되어, 산남서도 번진과 산남동도(山南東道, 본부는 지금의 후베이성 샹판시에 있었다) 번진을 습격하였다.
884년 가을, 녹안홍은 동쪽으로 진군하여, 그 무렵 스스로 당나라에 대한 반역자가 되어 있었던 진종권 휘하의 진고(秦誥)와 조덕인 두 장령이 이끄는 군대와 만나 산남동도의 수도인 양주(襄州)를 포위하였다. 녹안홍은 양주를 함락시킨 후, 녹안홍은 무창군(武昌軍, 본부는 지금의 후베이성 우한시에 있었다)과 회남(淮南, 본부는 지금의 장쑤성 양저우시에 있었다) 번진의 일부를 습격하였고, 이후 허주로 향하였다. 녹안홍의 공격이 임박해 오고 있다는 소식을 들은 주급은 충무군을 버리고 도주하였다. 녹안홍은 허주를 점령하고 유후를 자칭하였다. 조정은 그를 막을 수 없어서 이후 그를 정식으로 절도사에 임명하였다. 그것이 주급에 대한 역사상에서의 최후의 언급이었고, 이후 그에게 무슨 일이 일어났는지는 전혀 알려져 있지 않다. 다만, 《구당서》와 《신당서》의 〈희종본기〉에서는 모두 녹안홍이 주급을 죽였다고 명시하고 있다.

## 출전·주해 및 참고 문헌
1. ↑  《구당서》, 목차.
2. ↑  《신당서》, 목차.
3. ↑  《자치통감》, 권253.
4. 1 2 3  《자치통감》, 권254.
5. 1 2  《자치통감》, 권255.
6. ↑  《자치통감》, 권256.
7. ↑  《구당서》, 권19 하(下).
8. ↑  《신당서》, 권9.

- 《자치통감》, 권253·254·255·256.

| 전임 설능 | 충무군절도사 880년 ~ 884년 | 후임 녹안홍 |